# Ajos Jeorjos (dystrykt Limassol)
Ajos Jeorjos (gr. Άγιος Γεώργιος) – wieś w Republice Cypryjskiej, w dystrykcie Limassol. W 2011 roku liczyła 111 mieszkańców.